# Grete Pric Kitelsen
Grete Pric Kitelsen (norv. Grete Prytz Kittelsen), rođena Margareta Adelgunde Pric (28. jun 1917, Oslo - 25. septembar 2010, Oslo) je bila norveški zlatar, umetnica i dizajnerka. Spada u grupu najpoznatijih Norvežana u skandinavskom pokretu Design, , a nazivaju je i "kraljicom skandinavskog dizajna".

## Rani dani
Kitelsen je rođena 1917. godine u Kristijaniji kao ćerka Jakob Tostrup Prica, zlatara i rektora Norveške Nacionalne akademije zanatske i umetničke industrije. Njena kuća je često bila dom učenika i stranih predavača akademije, među kojima je bio i Alvar Alto. Kitelsen je 1935. godine počela da studira zlatarstvo na Norveškoj nacionalnoj akademiji zanatske i umetničke industrije. Diplomirala je 1941. godine, nakon čega je radila za J Tostrup, zlatarsku firmu koju porodica Tostrup vodi četiri generacije. U aprilu 1945. godine se udala za Arne Korsmo, arhitektu i profesora na Norveškom institutu za tehnologiju. Razveli su se nakon 15 godina.

## Posleratne godine
Kitelsen je dizajnirala brojne radove od srebra, staklastog emajla i plastike, ponekad sarađujući sa suprugom, Arne Korsmo. Kitelsen je bila pionirka u korišćenju velikih proizvodnih metoda koje su kasnije koristili industrijski dizajneri. Kao dobitnica Fulbrajtove stipendije, Kitelsen je 1949. i 1950. godine živela u Sjedinjenim Američkim Državama, gde je studirala na IIT Institutu za dizajn.
Kao jedna od vodećih umetnica u okviru pokreta skandinavskog dizajna, Kitelsen je dobila više nagrada i priznanja 1950. godine, uključujući i Luning nagradu za 1952. i 1954. Grand Prik na trijenalu u Milanu za njene kolekcije emajla. Od 1954-57. je učestvovala na izložbi "Dizajn u Skandinaviji", koja je prikazana na nekoliko mesta u Sjedinjenim Američkim Državama i Kanadi. Pred kraj ‘50ih, njeni proizvodi, proizvedeni od strane Hadeland Glasverk i Catrineholm, su se mogle naci u norveškim domovima. Njen dizajn je često inspirisan američkom umetnoscu, koju karakterišu jasne boje i jednostavni oblici. Kitelsen je takođe dizajnirao neformalno jeftiniji nakit napravljen od srebra i staklastog emajla.
Kittelsen je proglasena Vitezom prve klase 1986. godine. Nacionalni muzej umetnosti, arhitekture i dizajna joj je 2008. odao pocast velikom izložbom predstavljajući 360 njenih radova.
Grete Pric Kitelsen je umrla u 93. godini 25. septembra 2010. godine u Oslu..